# Абуцу-ні
Абуцу-ні (яп. 阿仏尼; бл. 1222–1283) — японська письменниця, поетеса періоду Камакура.

## Життєпис
Походження її достеменно невідоме. Народилася близько 1222 року. Замолоду була всиновлена Тайра но Норісіґе, камі (губернатором) провінції Садо, який був другим чоловіком її матері. Втім за іншою версією була рідною донькою Норісіґе.
У віці 18—19 років стала служницею імператриці Анкамон-ін. Тоді мала ім'я Етідзен. Про цей її період відомо замало. Знано лише, що в цей час розпочала свою літературну діяльність та народила 3 дітей (синів Аджарі і Рісі та доньку Кі-Найсі). Сини стали буддистськими ченцями.
Близько 1250 року вийшла заміж за урядовця та поета Фудзівара но Тамеіе. Лише 1263 року народила дитину від чоловіка — сина Тамесуке. 1265 року — ще одного сина — Таменорі. З 1265 року носила ім'я Анкамон-ін Уемон-но Суке.
1269 року вплинула на чоловіка, щоб той заповів синові Тамесуке маєток Косібе-но сімо, а 1272 року — маєток Хосікава, книги з поезії Фудзівара но Тейка та його щоденник. Це спричинило конфлікт Фудзівара но Тамеіе з сином від іншого шлюбу — Тамеудзі.
1275 року після смерті чоловіка прийняла буддистський постриг, взявши ім'я Абуцу. Того ж року почався судовий процес Абуцу, яка від імені сина Тамесуке, боролася за виконання заповіту чоловіка від 1272 року. Його оскаржив Тамеудзі. Спочатку 1279 року рокухара-тандай ухвалило рішення на користь Тамеудзі. Але Абуцу оскаржила його перед сьогуном. До 1282 року вона здійснила декілька поїздок з Кіото до Камакури. Спочатку 1281 року рішення було відкладено у зв'язку з монгольським вторгненням. 1283 року Абуцу померла, не дочекавшись вироку. 1286 року суд сьогуна виніс рішення на користь Тамеудзі.

## Творчість
Є автором щоденників «Утатане-но-кі» (1251—1265 роки) і «Ідзайоі-ніккі» («Щоденник спадаючого Місяця»), де описуються події 1275—1283 років. До нього входить також листування з родичами та двором сьогуна, а також власні вірші Абуцу.
В її доробку критичний нарис щодо поезії «Йору-но цуру» («Нічний журавель», 1279 року, присвячений синові Тамесуке), настанова доньці «Меното-но фумі» (інша назва «Ніва-но осіе»).
Також є автором 877 віршів, з яких 47 увійшли до імператорської антології «Соку кокін вакасю», а 59 — до приватної антології «Фубоку-сю».